# 新喬治亞島

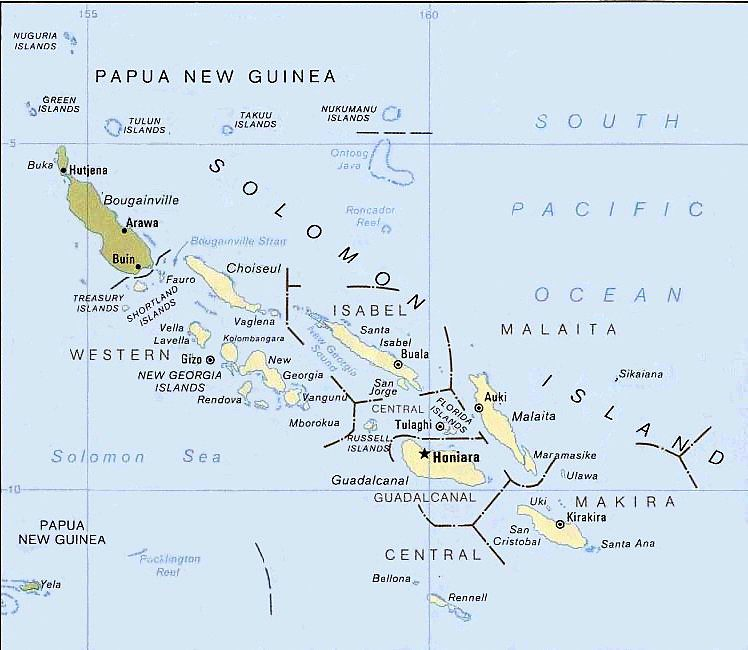
新喬治亞群島

新喬治亞島是太平洋所羅門群島的島嶼，屬於新喬治亞群島，是西部省最大的島嶼，小島長度約72公里，成為新喬治亞海峽的南部界線，西隔庫拉灣是科隆班加拉島，東面有旺烏努島（Vangunu），島上居民使用的10種語言於新喬治亞語。

## 延伸閱讀
- Toto isu/NguzuNguzu: War Canoe Prow Figureheads from the Western District, Solomon Islands